# Boscatge

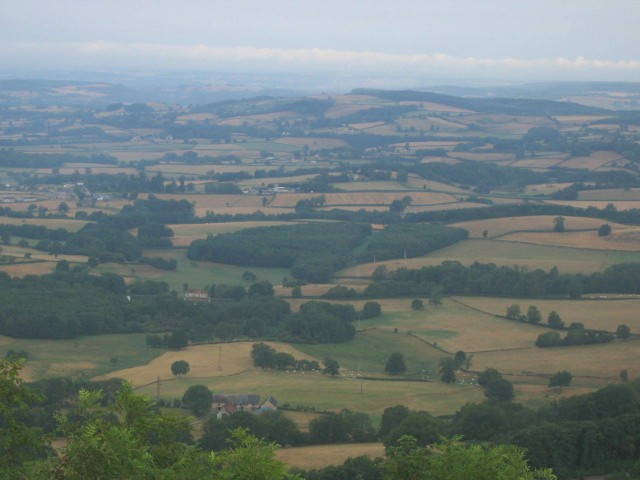
Boscatge al voltant de Château-Chinon, a la regió del Morvan a la Borgonya, França

El boscatge és un paisatge compost per petites parcel·les irregulars (terres de cultiu i prats), també anomenats bardisses, separades entre si per tanques vives, murets i terraplens, així com també per arbres que sovint voregen els camins.
Es diu boscatge d'una regió rural on els camps conreats i els prats són tancats per aixecades que porten tanques i boscs menuts, i les alineacions més o menys contínues d'arbres i arbustos salvatges o fruiters. Aquesta vegetació alta d'1 a 20 metres marca generalment els límits de parcel·les que són de mides desiguals i de formes diferents. Paisatge agrari identitari, l'hàbitat de boscatge hi és sovint dispers sota formes de granges i de caseries. Formes de boscatge s'han desenvolupat sota diferents latituds i èpoques.
El boscatge és típic de les regions atlàntiques d'Europa com França (Normandia, Bretanya, Vendée i Bolonyès), Irlanda, Anglaterra i Espanya (Galícia, Astúries, Cantàbria i País Basc). Es troba també en àmplies regions de l'interior de França (Occitània) com ara parts de Borgonya i part de les regions muntanyoses del Massís central, dels Alps i del Pirineu.

## Història i evolució del boscatge
Històricament, si formes de boscatge han pogut aparèixer a comptar de l'època antiga, el boscatge tal com es coneix a Europa de l'Oest s'ha posat engegat després de les fases d'artigatge de l'Edat mitjana amb la creació de conreus en joualles (Joualle), l'establiment d'horts de monestirs i la formació de jardins de "simples" i jardins en quadrats d'abadies. L'organització del paisatge del boscatge s'ha acabat a les èpoques següents i fins al segle XVIII per a algunes regions. Al seu apogeu, el boscatge ocupava una ampla part de la façana atlàntica europea i era igualment present a l'interior de certes terres. Del començament del segle XX ençà i sobretot després de la Segona Guerra Mundial el boscatge ha fortament retornat a tot Europa.
Als nostres dies, el boscatge és encara present de manera notable a Àustria, Bèlgica (al País de Herve), Itàlia, al Nord-oest del Regne Unit, a Espanya i a Portugal. A França, és existent al Gran oest (a certes parts de Normandia, de Bretanya, del Maine i de la Vendée), i també al centre (Berry, Cruesa, Massís central), la Borgunya (Morvan) i fins i tot al Nord de França (Avesnois, Boulonnais, Vimeu).
Quan el boscatge és reconstituït o de creació recent, és fet compatible amb l'agricultura intensiva o industrial i el maquinari agrícola de gran talla. Pot ser associat en agroforesteria a una explotació de terres agrícoles però en altres situacions, el nou boscatge pot ser sense biodiversitat d'aspecte geomètric, asèptic i monotípic (una sola espècie). No és aleshores sinó una mediocre font de bosc a baix preu per a la silvicultura intensiva. Aquesta mena de boscatge és dit modern o neoboscatge.
No obstant això el boscatge és un constituent important de la xarxa ecològica. Les seves xarxes imbricades de prades, tanques, talussos i vores de camins són tant d'elements que fan un paper de corredors biològics. Les tanques d'aquesta sort de boscatge protegeixen els terres i cultivacions, i representen llavors una interessant font de bosc-energia a valorar.
La desbocagització són les fases de destrucció de boscatges; al contrari, per a les construccions, reconstruccions o renovacions de boscatge, es parla d'emboscatgement.